# Мицейка, Дарюс
Да́рюс Мице́йка (лит. Darius Miceika; 22 февраля 1983, Вильнюс, Литовская ССР, СССР) — литовский футболист, полузащитник. Выступал в сборной Литвы.

## Карьера

### Клубная
В 2002 году приехал на просмотр в дубль «Зенита» (Санкт-Петербург) из «Жальгириса» и попал в главную команду, возглавляемую Юрием Морозовым. Но вскоре Морозова сменил Властимил Петржела, который перевел Мицейку обратно в дублирующий состав. В итоге за резервистов «Зенита» отыграл три сезона, при этом провел всего 8 матчей за основу в 2002 году. В 2005 году перешёл в «Металлург» (Лиепая), за который выступал следующие четыре сезона, проводя в среднем 20 матчей за сезон, и стал чемпионом и серебряным призёром латвийского чемпионата. В 2009 году выступал за белорусский клуб «Гранит» (Микашевичи), в 13 матчах забил три гола. Сезон 2009/10 провёл в запорожском «Металлурге», после чего возвратился в «Металлург» (Лиепая). В 2011 году вернулся в российский чемпионат, подписав контракт с клубом первого дивизиона «Химки». Дебютировал за новый клуб 4 апреля 2011 года, выйдя с первых минут в матче против ярославского «Шинника».

### В сборной
В 2006 году начал вызываться в сборную, за которую с тех пор провёл 10 матчей и забил 1 гол.

## Достижения
- Чемпион Латвии: 2005